# A Box Full of Sharp Objects
Albums de The Used
The Used
(2002) Maybe Memories
(2003)
A Box Full of Sharp Objects est le premier single, sorti en 2002, du groupe The Used qui provient de leur premier album qui porte le même nom que le groupe.

## Single
Le clip regroupe des vidéos du groupe en délire dans l'Utah. On y voit également des performances live, dont une à la fin avec des cris de Bert qui terminent le clip. La vidéo a été dirigée et mixée par John Feldmann, le producteur du groupe.